# 中川勝博
中川 勝博（なかがわ かつひろ、1949年1月3日 - 2024年7月11日）は、日本の技術者、実業家。ITX取締役会長や、ビッグローブ代表取締役会長兼社長を経て、アラクサラネットワークス代表取締役社長兼CEOを務めた。

## 人物・経歴
兵庫県出身。1967年滝川高等学校卒業。1971年同志社大学工学部電気工学科卒業、日本電気入社。1997年日本電気交換移動通信事業本部移動通信国内システム本部長。2001年NECネットワークス国内事業本部国内第二システム事業部長。2002年NECネットワークス国内事業本部副事業本部長。2003年日本電気執行役員兼モバイルソリューション事業本部長。2006年日本電気執行役員常務兼第二キャリアソリューション事業本部長。2008年NECモバイリング代表取締役社長。2013年ITX取締役会長。2014年ビッグローブ代表取締役会長兼社長。2019年アラクサラネットワークス取締役会長。2020年アラクサラネットワークス代表取締役社長兼CEO。
2024年7月11日、胆嚢癌のため死去。75歳没。